# 彼得·维德马
彼得·维德马（英語：Peter Vidmar，1961年6月3日—），美国男子竞技体操运动员。他曾获得1984年夏季奥运会体操比赛男子鞍马和团体全能金牌。他也参加了1983年夏季世界大学生运动会，获得两枚铜牌。